# Lutsharel Geertruida
Lutsharel Geertruida (Rotterdam, 2000. július 18.) holland válogatott labdarúgó, az RB Leipzig játékosa.

## Pályafutása

### Klubcsapatokban
Geertruida a holland Feyenoord akadémiáján nevelkedett, a holland élvonalban 2018. december 23-án mutatkozott be egy ADO Den Haag elleni mérkőzésen. A Feyenoord csapatával szerepelt a 2022-es UEFA Európa Konferencia Liga-döntőjében. 2023–ban holland bajnoki címet szerzett.
2024. augusztus 30-án az RB Leipzig játékosa lett. Szeptember 14-én mutatkozott be a bajnokságban az 1. FC Union Berlin elleni 0–0-s döntetlennel záruló mérkőzésen. Október 26-án megszerezte első bajnoki gólját a Freiburg ellen 3–1-re megnyert találkozón.

### A válogatottban
Többszörös holland utánpótlás-válogatott; tagja volt a 2017-es U17-es labdarúgó-Európa-bajnokságon és a 2021-es U21-es labdarúgó-Európa-bajnokságon szerepelt holland kereteknek. A holland felnőttválogatottban 2023. március 24-én debütált egy Franciaország elleni Eb-selejtező mérkőzésen.

## Sikerei, díjai
- Feyenoord
  - Holland bajnok: 2022–23
  - Holland labdarúgókupagyőztes: 2017–18
  - Holland labdarúgó-szuperkupagyőztes: 2018